# Oscar Gloukh
Oscar Gloukh (en hébreu : אוסקר גלוך), né le 1er avril 2004 à Rehovot en Israël, est un footballeur international israélien qui évolue au poste de milieu offensif à l'Ajax Amsterdam.

## Biographie

### En club

#### Maccabi Tel-Aviv (2022-2023)
Né à Rehovot en Israël, Oscar Gloukh commence le football à l'âge de cinq ans avec le club local du Maccabi Sha'arayim F.C. (en). Il est ensuite formé par le Maccabi Tel-Aviv. Un temps approché par le Maccabi Haïfa, il reste finalement au club.
Gloukh fait sa première apparition en professionnel lors d'une rencontre de coupe d'Israël contre le Maccabi Kabilio Jaffa. Il entre en jeu et son équipe l'emporte par quatre buts à zéro. Le 11 avril 2022, pour son premier match de championnat, Gloukh s'illustre en inscrivant son premier but en professionnel, face au Maccabi Haïfa. Titulaire ce jour-là, il ouvre le score et les deux équipes se neutralisent (1-1).

#### Red Bull Salzbourg (depuis 2023)
Le 27 janvier 2023, lors du mercato hivernal, Oscar Gloukh rejoint le RB Salzbourg pour un montant de 7 millions d'euros. Il signe un contrat courant jusqu'en juin 2027,.

#### Ajax Amsterdam
Le 1er août 2025, Oscar Gloukh rejoint les Pays-Bas en s'engageant avec l'Ajax Amsterdam. Il signe un contrat de cinq ans, soit jusqu'en juin 2030. Le montant du transfert est quant à lui estimé à 14,75 millions d'euros,.

### En sélection
En juin 2022 Oscar Gloukh est sélectionné avec l'équipe d'Israël des moins de 19 ans pour participer au championnat d'Europe des moins de 19 ans en 2022. Lors de la compétition qui a lieu en Slovaquie, il est notamment l'auteur d'un but et une passe décisive lors de la victoire 4-2 en phase de groupe contre l'Autriche (4-2 score final).
Titulaire lors de la demi-finale contre la France il délivre une nouvelle passe décisive et contribue à la victoire des siens (1-2). Un succès historique pour les israéliens qui se qualifient pour la première fois en finale d'une compétition officielle,. Gloukh et ses coéquipiers affrontent ainsi l'Angleterre en finale le 1er juillet 2022, et si le jeune milieu offensif marque un but lors de ce match, il ne peut empêcher la défaite des siens (1-3 après prolongations). 

## Palmarès
Israël -19 ans
- Championnat d'Europe
  - Finaliste en 2022